# Sikasso (region)
Sikasso är en av Malis administrativa regioner. Den är landets sydligaste region och gränsar till Burkina Faso i öster, Elfenbenskusten i söder och Guinea i väster. Sikassoregionen hade 2,6 miljoner invånare vid folkräkningen 2009, vilket gör den till Malis folkrikaste region. Den administrativa huvudorten är Sikasso, landets näst största stad. En annan stor stad är Koutiala. Västra delen av regionen utgörs av det historiska och kulturella området Wassoulou. 

## Administrativ indelning
Regionen är indelad i sju kretsar (franska cercles):
- Bougouni
- Kadiolo
- Kolondieba
- Koutiala
- Sikasso
- Yanfolila
- Yorosso

Dessa kretsar är i sin tur indelade i sammanlagt 147 kommuner.